# Ferdinand Christian Baur
Ferdinand Christian Baur (21 de junio de 1792 - 2 de diciembre de 1860) fue un teólogo alemán, líder de la escuela exegética de Tubinga. 

## Biografía
Estudiante del Seminario de Teología de Blaubeuren en 1809, fue alumno de Ernst Bengel, nieto del eminente estudioso del Nuevo Testamento, Johann Albrecht Bengel, siendo fuertemente influido por la vieja escuela de Tubinga. También se perciben en él influencias de pensadores como Immanuel Fichte y Schelling Friedrich, que dejaron una fuerte impresión en él.
En 1817 regresó a Bauer para enseñar como profesor, comenzando a dedicarse a la investigación que le haría famoso. En ese año publicaba una revisión de Gottlieb Kaiser's Biblische Theologie und Bengel's Archiv für Theologie. 
Cuando, algunos años después de su traslado a Blaubeuren, publicó su primera obra importante, Symbolik und Mythologie oder die Naturreligion des Altertums, (1824-1825), parece evidente su conocimiento profundo de la filosofía y la influencia sobre su pensamiento de Schelling y, más concretamente, de Friedrich Schleiermacher. El gran valor de su trabajo fue reconocido de inmediato y en 1826 el autor fue invitado a Tubinga como profesor de teología. Su obra Das manichäische Religionssystem apareció en 1831, mientras que Apollonius von Tyana apareció en 1832, en 1835 fue publicado Die Christliche Gnosis y en 1837 Über das Christliche im Platonismus oder Socrates und Christus.
Durante este período aumentó en él las posiciones de las ideas del filósofo Georg Hegel, adoptando plenamente la teoría de la filosofía hegeliana de la historia. Este cambio de visión se explica claramente en el ensayo, publicado en el Zeitschrift Tübinger en 1831, Die Christuspartei in der korinthischen Gemeinde, der Gegensatz des paulinischen und petrinischen in der ältesten Kirche, den Apostel Petrus in Rom. Baur mantiene que el apóstol Pablo tuvo que oponerse durante su estancia en Corinto con una facción de los judíos cristianos, que desean imponer su visión de la cristiandad frente a la universalidad de un discípulo de Cristo.